# Motion Sickness: Live Recordings
Motion Sickness: Live Recordings ist das erste und bislang einzige Livealbum von Bright Eyes. Es wurde im November 2005 auf dem Label Team Love Records (USA) beziehungsweise Saddle Creek (Europa) veröffentlicht.

## Titelliste
1. „At the Bottom of Everything“ – 3:44
2. „We Are Nowhere and It’s Now“ – 4:01
3. „Old Soul Song (For the New World Order)“ – 4:07
4. „Make War Short“ – 0:43
5. „Make War“ – 5:41
6. „Scale“ – 2:22
7. „Landlocked Blues“ – 5:51
8. „Method Acting“ – 3:41
9. „Train Under Water“ – 5:59
10. „When the President Talks to God“ – 3:27
11. „Road to Joy“ – 5:56
12. „Mushaboom“ (Leslie Feist) – 2:44
13. „True Blue“ – 5:41
14. „Southern State“ – 4:40
15. „The Biggest Lie“ (Elliott Smith) – 2:48

Insgesamt sieben der vierzehn Songs  stammen vom Anfang 2005 veröffentlichten Album I’m Wide Awake, It’s Morning. Von älteren Studioalben sind nur „Method Acting“ vom 2002 erschienenen Lifted... und „Scale“ (Eigentlich „A Scale, a Mirror, and These Indifferent Clocks“) vom 2000er Album Fevers and Mirrors enthalten. Alle anderen Songs sind auf keinem regulären Album erschienen; sie sind entweder Coverversionen („Mushaboom“ und „The Biggest Lie“), B-Seiten von Singles (zum Beispiel „True Blue“) oder als Download only-Single erschienen („When the President Talks to God“).
Bemerkenswert ist, dass das Lied Motion Sickness (ein 2000 als limitierte Vinyl-Single erschienener Song von Bright Eyes) gar nicht auf dem Album vertreten ist.

## Rezeption
Pitchfork Media gibt dem Album die Note 7.0 von 10 und somit eine recht positive Wertung. laut.de vergibt vier von fünf Punkten und konstatiert „Ein schwelgend-schönes Live-Erlebnis, das sich auch ohne optische Reize allein über die Musik vollständig erschließt.“

## Beteiligte Musiker
- Conor Oberst – Gesang, Wurlitzer, Klavier, Gitarre
- Mike Mogis – Pedal Steel, E-Gitarre, Mandoline, Slide-Gitarre, Tamborin
- Nate Walcott – Trompete, Wurlitzer, Klavier
- Stefanie Drootin – Bass
- Alex McManus – Gitarre, Hintergrundgesang
- Jason Boesel – Schlagzeug
- Nick White – Wurlitzer, Klavier
- Jesse Harris – Wurlitzer, Klavier